# 세르게이 레베데프

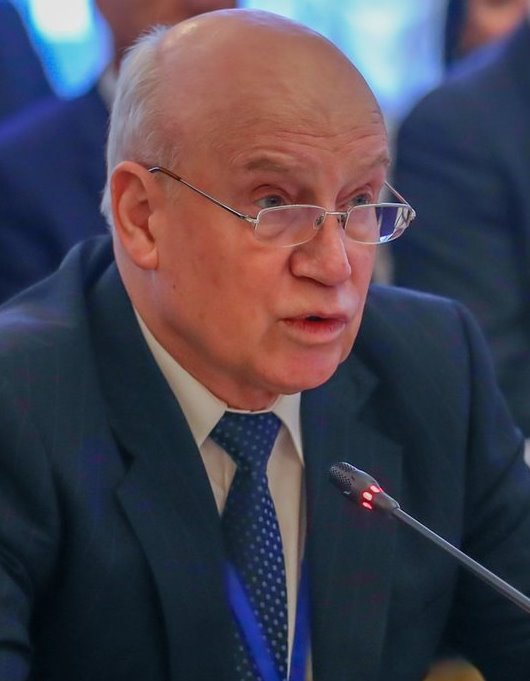

세르게이 니콜라예비치 레베데프(러시아어: Сергей Николаевич Лебедев, 1948년 4월 9일 ~ )는 소련, 러시아 연방의 첩보원, 군인, 정치인이다. 국가보안위원회(KGB) 출신의 실로비크이며 현재는 독립국가연합(CIS)의 사무총장을 맡고 있다.

## 약력
대학교를 졸업한 뒤인 1970년에 키예프 공업대학교 체르니히우 분교에서 일을 했으며, 체르니히우 콤소몰 위원회서기로 선출되었다. 1971 ～ 1972년에 소비에트 사회주의공화국 연방군에 입대했다.
1973년부터 국가보안위원회(KGB)에 들어갔으며, 1975년부터는 대외첩보(KGB 제1총국)에 종사했다. 1978년에 소비에트 사회주의공화국 연방 외교부 외교 아카데미를 우수한 성적으로 졸업했다. 1998 ～ 2000년、주아메리카합중국대외정보부 공식 대표로 지냈다.
2007년 10월 6일에 독립국가연합 사무총장으로 임명되었다.
우즈베키스탄의 타슈켄트에서 태어났다. 1970년에 키예프 공업대학교 체르니히우 분교를 졸업했다. 독일어, 영어를 할 줄 안다.